# Röda Kvarn (Stockholm)
Pour les articles homonymes, voir Röda Kvarn.

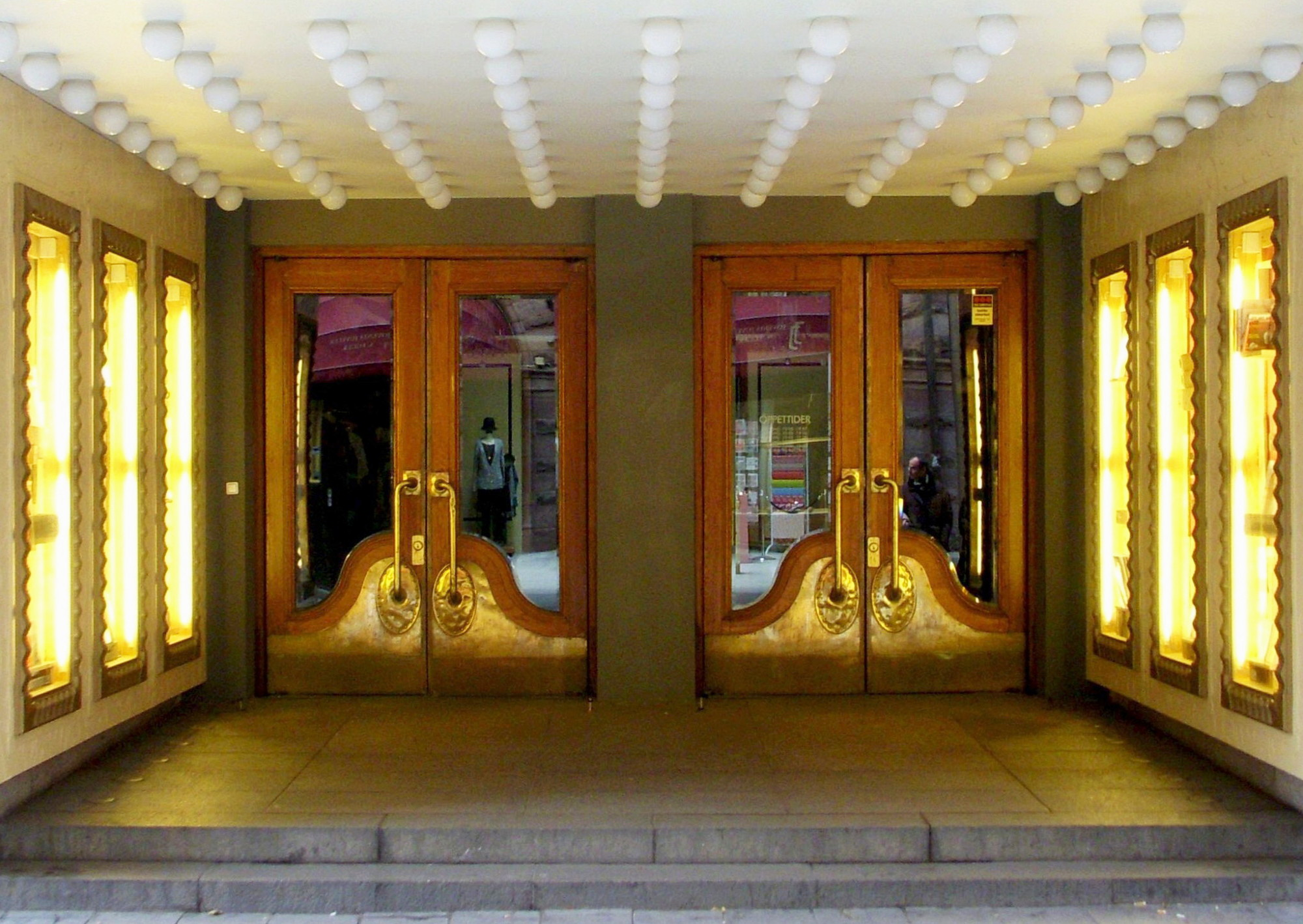
Le Röda Kvarn, aujourd'hui occupé par un magasin Urban Outfitters.

Le Röda Kvarn, soit le « Moulin rouge » en français, est une ancienne salle de cinéma de la ville de Stockholm, capitale de la Suède. Elle était située sur la partie piétonnière de la voie publique Biblioteksgatan, au numéro 5. Inaugurée en 1915, elle était avant sa fermeture en 2006 la seconde plus ancienne salle de cinéma de Stockholm. La salle est aujourd'hui occupée par l'enseigne de vente de vêtements Urban Outfitters.

## Sources
- (sv) Cet article est partiellement ou en totalité issu de l’article de Wikipédia en suédois intitulé « Röda Kvarn, Stockholm » (voir la liste des auteurs).